# Avelia Liberty
Az Avelia Liberty, más néven Acela II, nagysebességű villamosmotorvonat-sorozat, amelyet a francia Alstom gyártó az észak-amerikai piacra épített, és az Egyesült Államokban szereltek össze. Az Amtrak 28 szerelvényt rendelt, amelyeket a Boston és Washington D.C. között, New York Cityn és Philadelphián keresztül közlekedő Northeast Corridoron közlekedő Acela Express járatok fognak használni.
Az Avelia nagysebességű vonatcsalád egyik tagja, amelyhez tartozik a francia TGV-hez tervezett, de az észak-amerikai vasúti szabványoknak, többek között az amerikai Szövetségi Vasúti Hivatal (U.S. Federal Railroad Administration) balesetvédelmi szabványainak megfelelően átalakított Avelia Horizon is. Az Amtrak szerint az előző generációhoz képest ezek a szerelvények nagyobb gyakoriságot és nagyobb kapacitást tesznek lehetővé az Acela járaton.
2020 júniusában két prototípus szerelvényt teszteltek, a többi szerelvény építése pedig folyamatban volt. Az első szerelvény várhatóan 2022 elején áll forgalomba, és 2022 végére az összes szerelvényt üzembe helyezik, aminek eredményeképpen az Amtrak ugyanezen év végén nyugdíjazza a jelenlegi Acela vonatokat.

## Története
2016 augusztusában az Amtrak bejelentette, hogy az Egyesült Államok Közlekedési Minisztériumától 2,4 milliárd dolláros kölcsönt kapott, hogy az Alstomtól az Acela szolgáltatáshoz szükséges új nagysebességű motorvonatokat beszerezhesse. Az Alstom hosszú távú műszaki támogatást is nyújt majd, valamint pótalkatrészeket és alkatrészeket is szállít. Ezek az új generációs szerelvények a 20 meglévő Bombardier-Alstom szerelvényt váltanák fel, amelyek hasznos élettartamuk végéhez közelednek.
Az Amtrak szerint az Avelia Liberty motorvonatok lehetővé tennék az Acela szolgáltatás gyakoriságának és kapacitásának növelését. A megrendelt 28 szerelvény (a 20 régebbi szerelvényhez képest) lehetővé tenné a gyakoribb közlekedést az útvonalon, beleértve a New York City és Washington, D.C. közötti félórás csúcsforgalmat is. Az új szerelvények mindegyike 378 ülőhellyel és 8 kerekesszékes férőhellyel is rendelkezik majd, ami összesen 386 utas befogadására alkalmas (25%-kal több, mint a jelenlegi szerelvényeké), így nagyobb utaskapacitást tesz lehetővé.
A szerelvények amerikai összeszerelése az Alstom Hornellben és a New York állambeli Rochesterben található üzemeiben történik. 2017 októberében kezdődött meg a kocsiszekrény és a főbb alkatrészek kezdeti gyártása Hornellben. 2020 februárjában az első prototípus szerelvényt a Colorado állambeli Pueblo városában található nagysebességű tesztpályára küldték tesztelés céljából. A várhatóan kilenc hónapig tartó tesztek során a szerelvényeket akár 165 mph (266 km/h) sebességgel is tesztelik. 2020 márciusában egy második prototípust szállítottak az Amtraknak a Northeast Corridor mellékvágányain történő tesztelésre, amely 2020 májusában kezdődött. Az első tesztfutás Boston South Station állomásig 2020. szeptember 28-án történt.
Az első szerelvény a tervek szerint 2022 elején állt volna forgalomba, 2022 végére pedig az összes szerelvényt forgalomba állították volna, ezután pedig az Amtrak nyugdíjazta volna a korábbi Acela flottát.
2024. január 13-án az Amtrak bejelentette, hogy tizenhárom korábbi kudarc után az Avelia Liberty sikeresen teljesítette a Northeast Corridoron való közlekedésének számítógépes szimulációját. A szimulációk sikeres teljesítése után a vonatszerelvényeket a Szövetségi Vasúti Hatóság jóváhagyta a Washington és Boston közötti pályatesztelésre. 2024 decemberére a 28 vonatszerelvényből 14-et leszállítottak, és a kereskedelmi üzemeltetés várhatóan 2025 tavaszán kezdődik.

## Képek

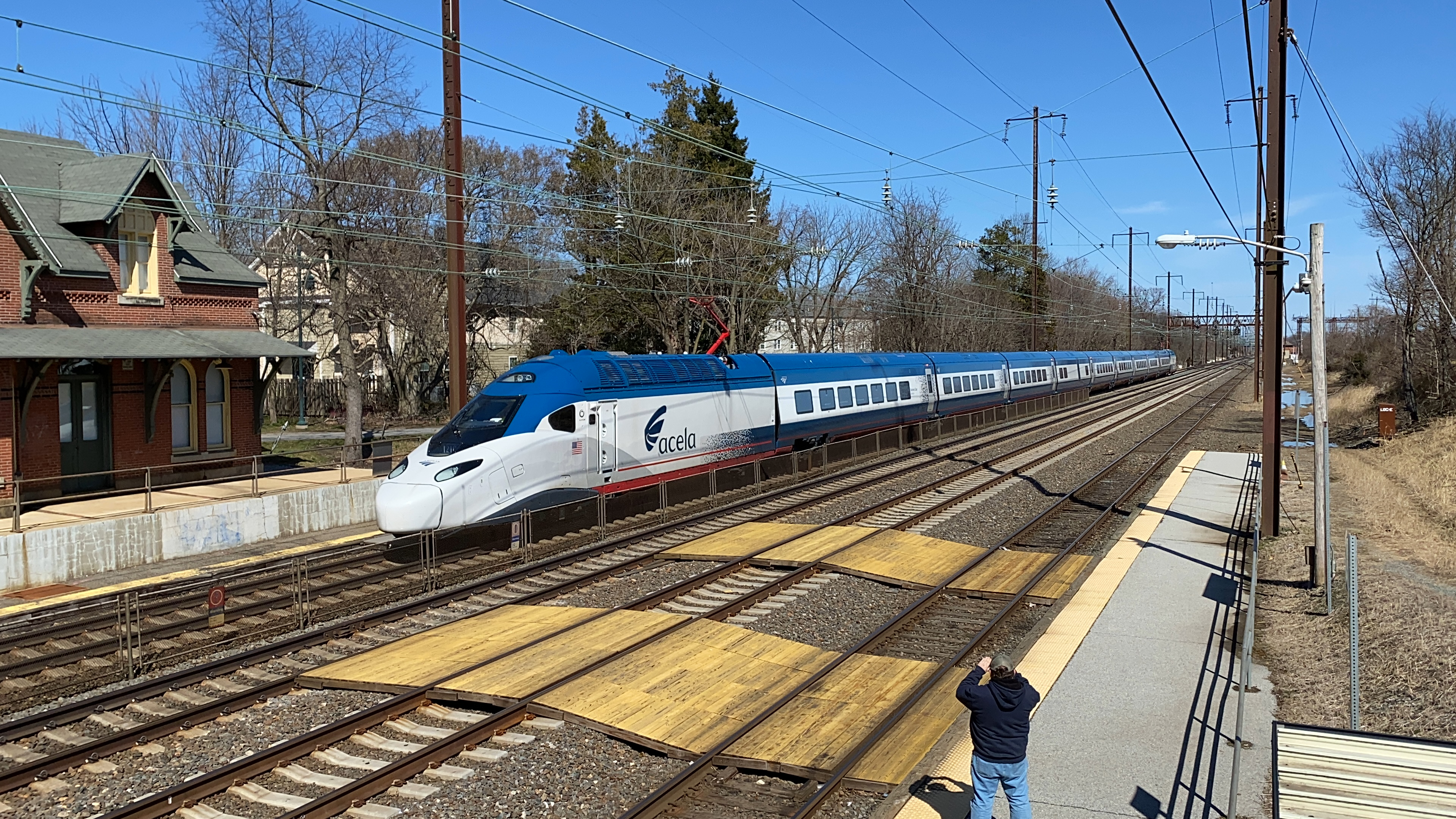
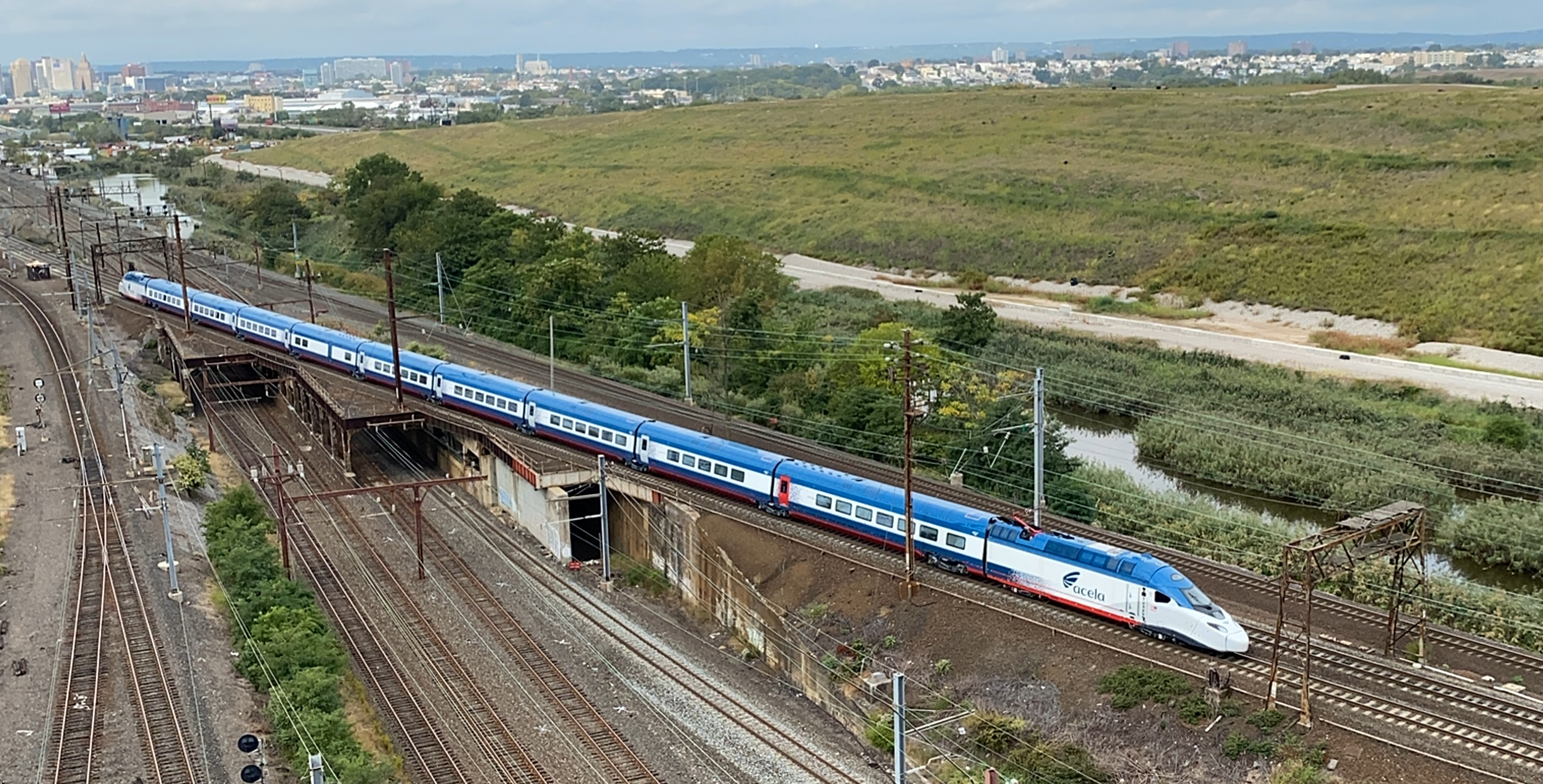
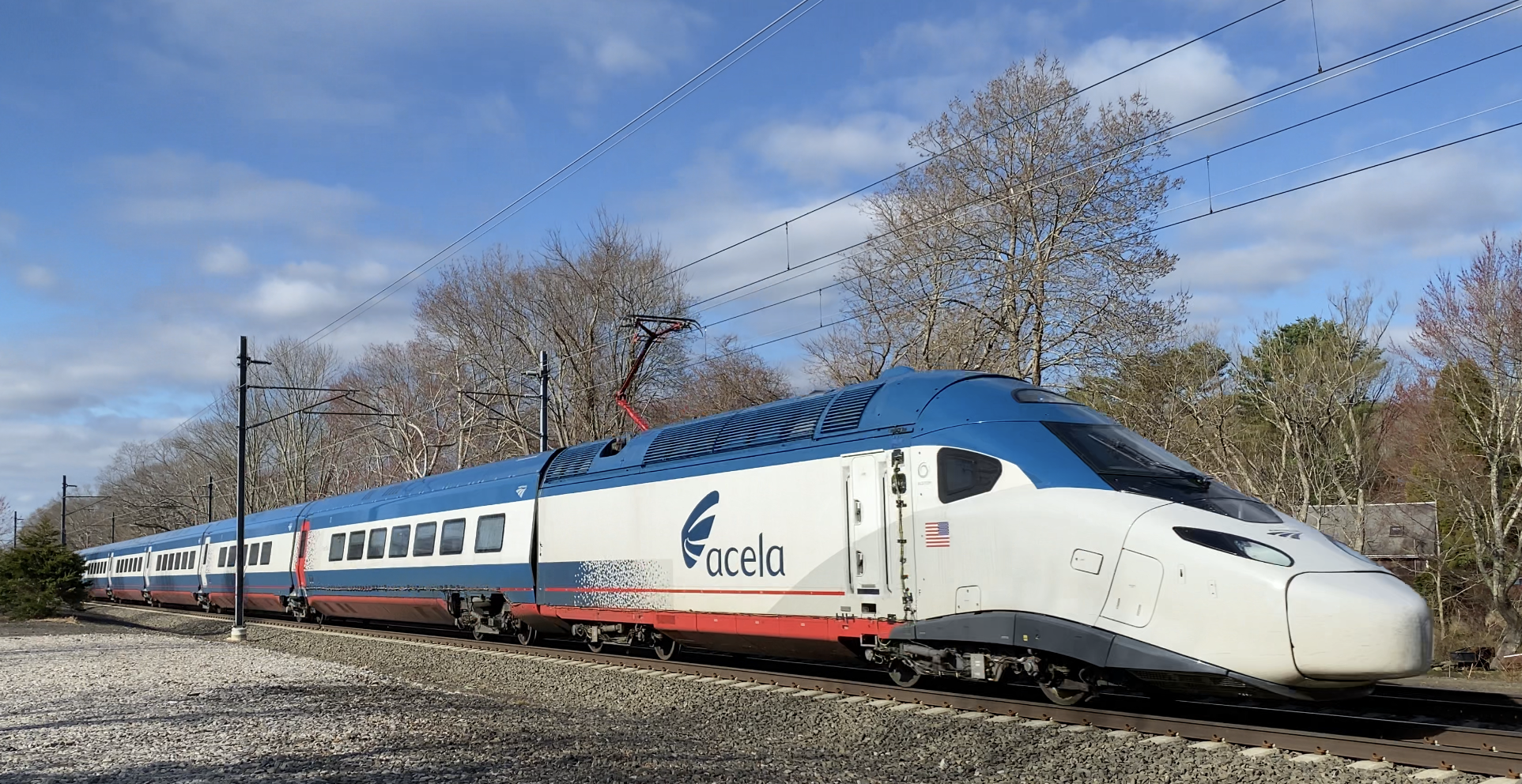
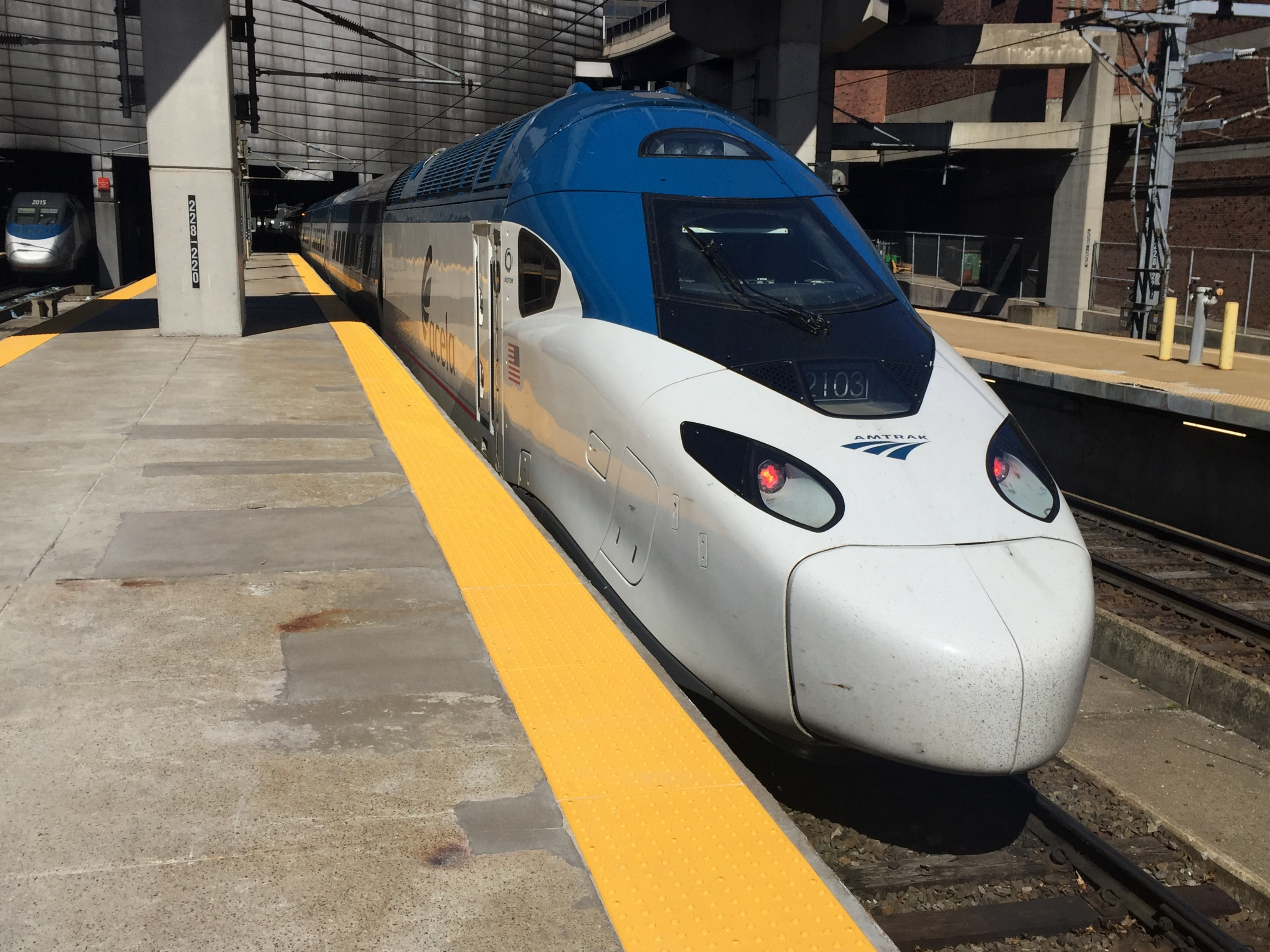
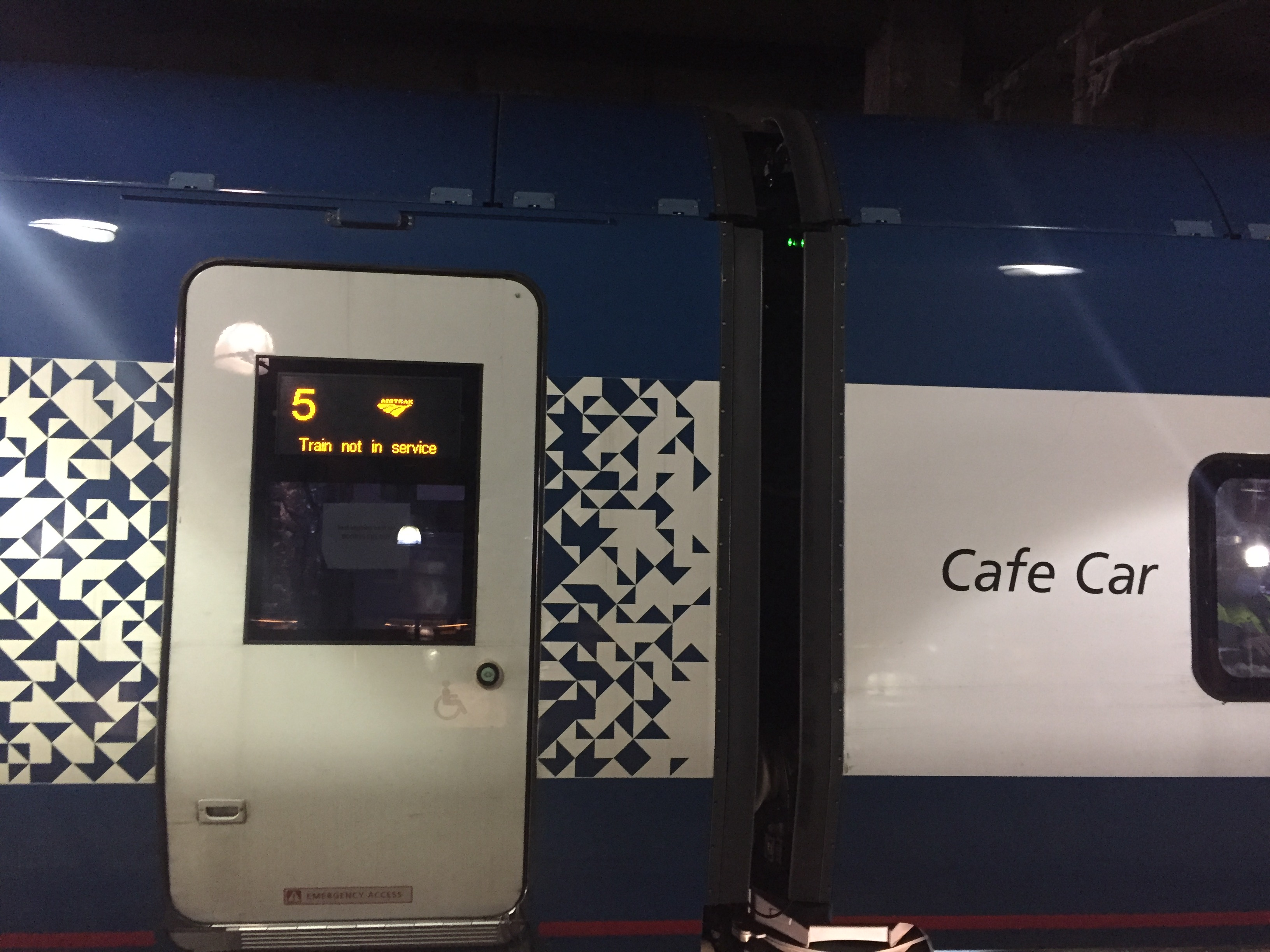
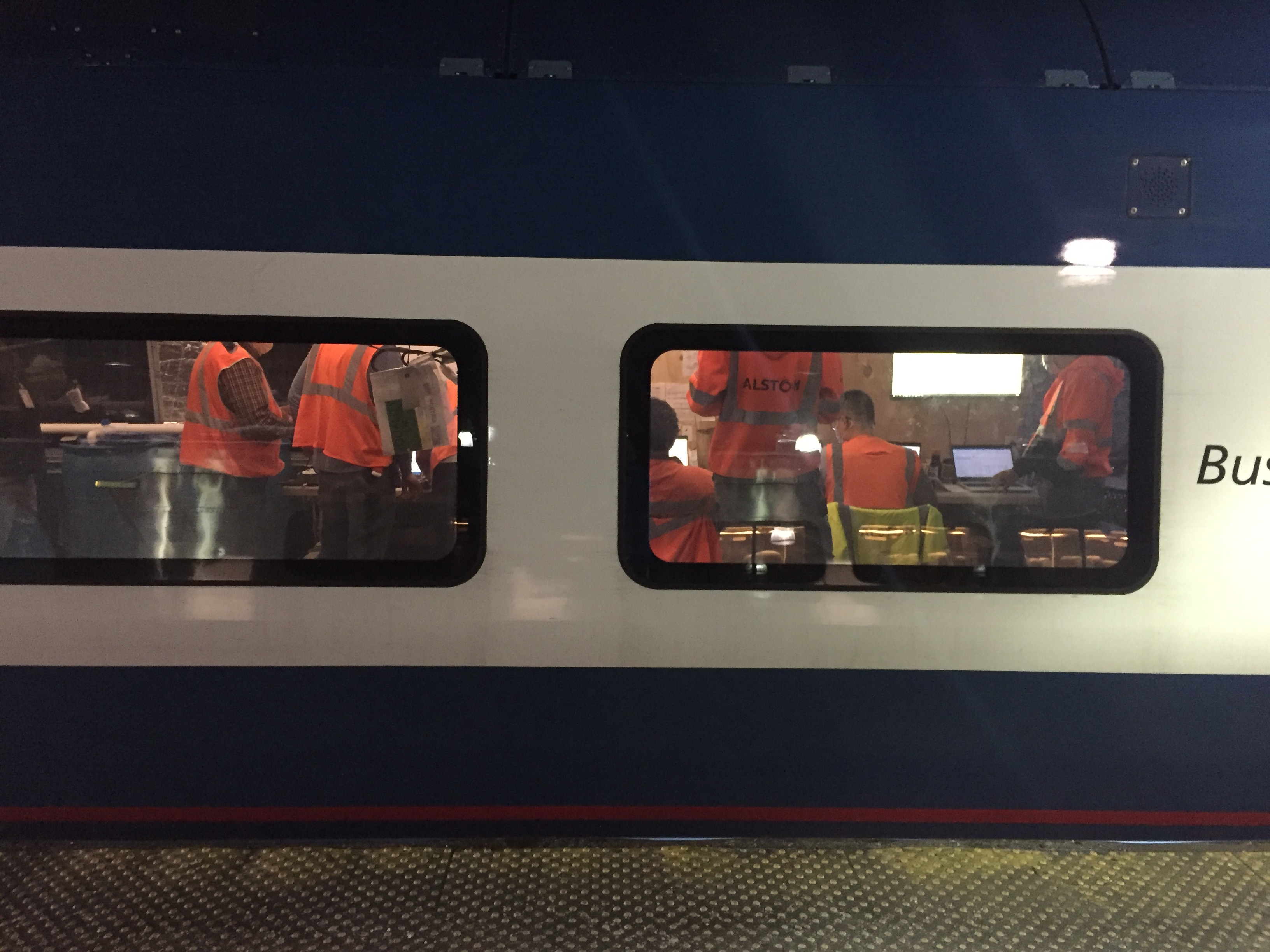